# Дяволски трели
Сонатата за цигулка в сол минор, по-известна като Дяволските трели (на италиански: Il trillo del diavolo), е творба за соло цигулка (с акомпанимент на басо континуо) на италианския композитор Джузепе Тартини (1692 – 1770). Това е най-известната негова композиция, забележителна със своите технически много трудни пасажи. Изпълнението продължава около 15 минути.
Тартини разказва как веднъж сънувал как дяволът свири на цигулка и събуждайки се, записал по спомени музиката:
Една нощ през 1713 г. сънувах, че съм сключил договор с дявола за душата си. Всичко мина, както исках: новият ми слуга предвиди всяко мое желание. Освен всичко друго, дадох му цигулката си, за да видя дали може да свири. Колко голямо беше изумлението ми, когато чух една толкова прекрасна и толкова красива соната, изсвирена с толкова голямо изкуство и интелигентност, каквато никога не бях замислял дори в най-смелите си полети на фантазията. Чувствах се възхитен, транспортиран, омагьосан: дъхът ми спря и - събудих се. Веднага хванах цигулката си, за да запазя, поне отчасти, впечатлението от съня. Напразно! Музиката, която в този момент композирах, наистина е най-добрата, която някога съм писал, и все още я наречам Дяволската трела,но разликата между нея и това, което толкова ме трогна, е толкова голяма, че щях да унищожа инструмента си и да се сбогувам с музиката завинаги, ако беше възможно да живея без насладата, която ми доставя.
Сонатата се състои от четири части:
1. Larghetto affettuoso
2. Allegro moderato
3. Andante
4. Allegro assai-Andante-Allegro assai